# 6th Otakebi Album
Albums de Berryz Kōbō
5 (FIVE)
(2008) 7 Berryz Times
(2011)
Compilations par Berryz Kōbō
Berryz Kōbō Special Best
(2009)
Singles
1. Dakishimete Dakishimete
Sortie : 11 mars 2009
2. Seishun Bus Guide / Rival
Sortie : 3 juin 2009
3. Watashi no Mirai no Danna-sama / Ryūsei Boy
Sortie : 11 novembre 2009
4. Otakebi Boy Wao! / Tomodachi wa Tomodachi Nanda!
Sortie : 3 mars 2010

6th Otakebi Album (６ｔｈ 雄叫びアルバム) est le sixième album du groupe de J-pop Berryz Kōbō.

## Présentation
L'album sort le 31 mars 2010 au Japon sur le label Piccolo Town. Il est écrit, composé et produit par Tsunku, et atteint la 12e place du classement des ventes hebdomadaire de l'Oricon. Il sort aussi en édition limitée au format CD+DVD avec une pochette différente et un DVD en supplément.
L'album contient douze titres, dont sept sortis précédemment sur quatre singles dont trois « double-face A » (Dakishimete Dakishimete, Seishun Bus Guide / Rival, Watashi no Mirai no Danna-sama / Ryūsei Boy, Otakebi Boy Wao! / Tomodachi wa Tomodachi Nanda!). Trois de ces titres ont servi de thèmes de fin à la série anime Inazuma Eleven (Seishun Bus Guide, Ryūsei Boy, et Otakebi Boy Wao!). L'album ne contient donc que cinq titres inédits, dont trois ne sont interprétés que par quelques membres du groupe.

## Formation
Membres créditées sur l'album :
- Saki Shimizu
- Momoko Tsugunaga
- Chinami Tokunaga
- Miyabi Natsuyaki
- Māsa Sudō
- Yurina Kumai
- Risako Sugaya

## Pistes
CD
1. Otakebi Boy Wao! (雄叫びボーイ WAO!?) (co-face A du 22e single ; thème de fin de la série Inazuma Eleven)
2. Rival (ライバル?) (co-face A du 20e single)
3. Ryūsei Boy (流星ボーイ?) (co-face A du 21e single ; thème de fin de la série Inazuma Eleven)
4. Ai ni wa, Ai Desho (愛には 愛でしょ?) (chanté par Momoko Tsugunaga et Miyabi Natsuyaki)
5. Seishun Bus Guide (青春バスガイド?) (co-face A du 20e single ; thème de fin de la série Inazuma Eleven)
6. Kimi no Tomodachi (君の友達?)
7. Grand Demo Rōka Demo Medatsu Kimi (グランドでも廊下でも目立つ君?) (chanté par Maasa Sudo et Yurina Kumai)
8. Tomodachi wa Tomodachi Nanda! (友達は友達なんだ!?) (co-face A du 22e single)
9. Kibō no Yoru (希望の夜?)
10. Dakishimete Dakishimete (抱きしめて 抱きしめて?) (19e single)
11. Yakimochi o Kudasai! (ヤキモチをください！?) (chanté par Saki Shimizu, Chinami Tokunaga et Risako Sugaya)
12. Watashi no Mirai no Danna-sama (私の未来のだんな様?) (co-face A du 21e single)

DVD de l'édition limitée
1. Tomodachi wa Tomodachi Nanda! (友達は友達なんだ!?) (clip vidéo)
2. Tomodachi wa Tomodachi Nanda! (Close-up Ver.)  (友達は友達なんだ!...?)
3. Making Eizô (メイキング映像?) (making of)